# Lazare Picault
Pour les articles homonymes, voir Picault.
Lazare Picault ou Lasart Picot, né vers 1700 à Toulon (France) et mort en 1748 à Pamplemousses (Maurice), est un capitaine de marine français connu pour son exploration des îles des Seychelles (Îles Intérieures) au milieu du XVIIIe siècle.

## Découverte de l'archipel des Seychelles
Des marins arabes, portugais et britanniques ont visité l'archipel avant Picault, notamment lors de l'expédition de 1609 du commandant Alexander Sharpeigh (en) de la Compagnie anglaise des Indes orientales. Le "commercial" John Jourdain (en), qui faisait partie de l'équipage, rapporte que les deux navires de l'expédition, l'Ascension et le Good Hope, ont fait une escale d'environ une semaine sur le groupe d'îles que découvrira Picault.
De 1685 à 1730, de nombreux pirates, de différentes nationalité, sillonnent cette partie de l'océan Indien, et accostèrent vraisemblablement sur certains de ces îles. En 1730, Alphonse de Pontevez découvre l'île Alphonse et, en 1732, Jean Duchemin donne le nom de son bateau à l'île Saint-Pierre.
C'est en 1742 que le gouverneur français de l'Isle de France, Mahé de La Bourdonnais, décide de monter une expédition pour avoir des informations sur ces îles alors inconnues situées au Nord-Est de Madagascar.

## Les deux expéditions de Lazare Picault

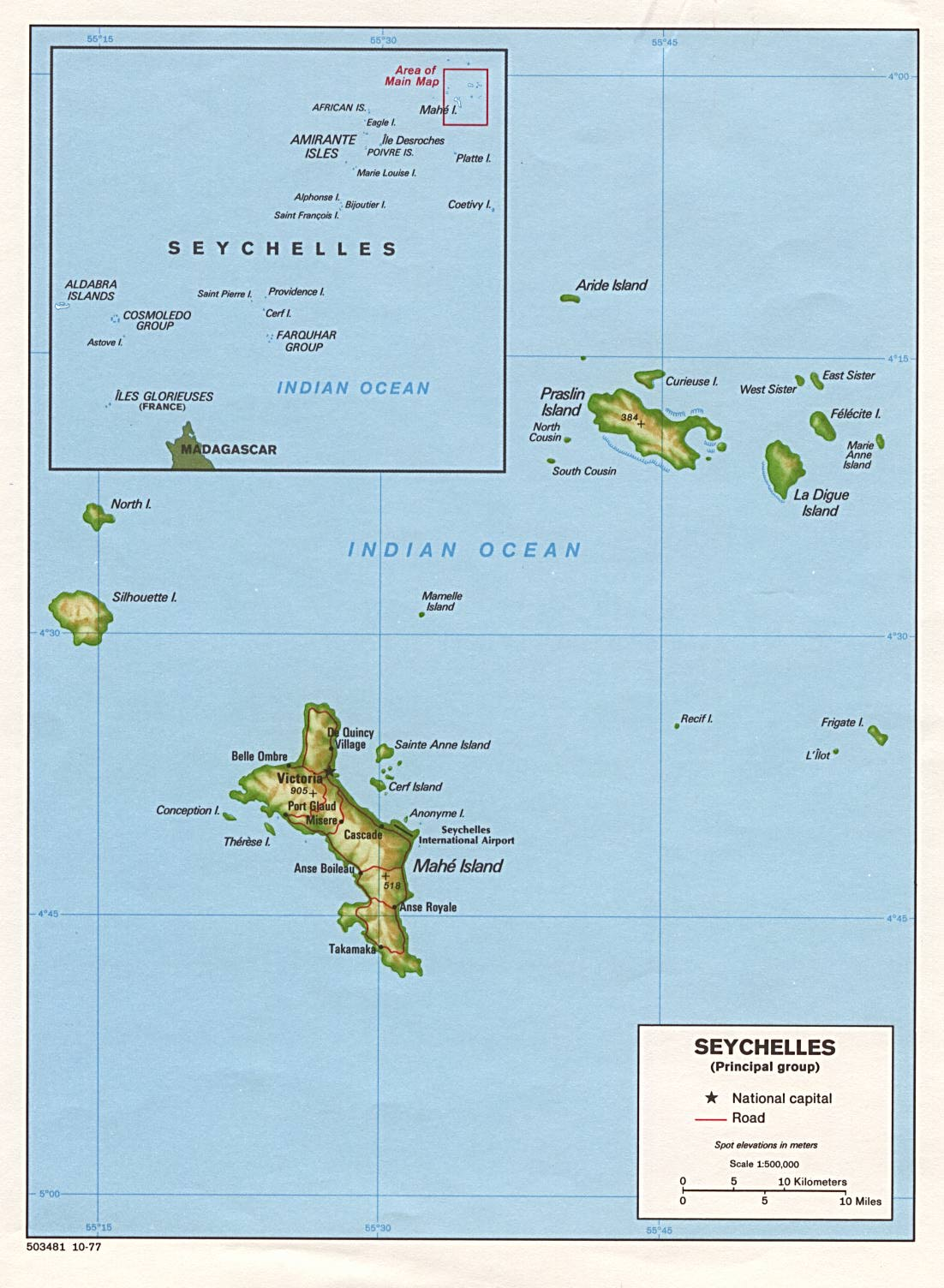
Carte de l'archipel des Seychelles

Naviguant pour le compte de la Compagnie française des Indes orientales, Lazare Picault  et Jean Grossin (Grossen), respectivement sur l'Élisabeth et le Charles quittent Port-Louis le 10 août 1742 , tirant au Nord Nord-Est en direction de la côte de Malabar. Le 17 août, ils passent le ban de Corgados, le 18 septembre, ils identifient le cap d’Ambre à la pointe Nord de Madagascar, puis font relâche deux semaines à l’île « de Noces » (peut-être l’actuelle Nosy Antaly-Bé, sur la côte orientale de Madagascar). Ils vont ensuite naviguer au hasard dans les parages, peut-être jusqu’à l’île de l’Assomption, qu’ils semblent confondre avec celle d’Agaléga. Le 29 octobre, les bateaux mouillent devant une île plate qu’ils ont identifiée comme étant l’atoll de Farquhar, mais à laquelle le cartographe d’Après de Mannevillette donnera plus tard le nom d’Astove, la situant donc sur l’atoll actuel de Cosmoledo, tout en se demandant quand même, "si ce ne pourrait être plutôt l’île d’Aldabra"... Ils repartent avec des tortues comme nourriture, mais ne trouvent pas d'eau qui commence à manquer. Après trois semaines de navigation supplémentaires, les deux navires découvrent, le 20 novembre, un groupe d'îles granitiques, verdoyantes et riches en eau (les îles Intérieures). Ils mouillent vraisemblablement à l'anse Boileau sur la côte occidentale de la future Mahé qu'il nomment île d'Abondance car ils y ont trouvé de l'eau et la nourriture en abondance. Mahé est vide d'habitants comme les autres îles Intérieures. Après une exploration rapide des îles environnantes et un second mouillage dans la baie baptisée baie Lazare, ils repartent le 26 novembre.
Le second voyage, débutant en décembre 1743, sera tout aussi erratique que le premier, car l'Élisabeth se retrouvera, le 16 avril 1744, au niveau des Chagos, très à l'est des Seychelles. Arrivant le 30 mai 1744 devant Mahé, Lazare Picault choisit un autre mouillage dans une baie protégée en eau profonde de la côte orientale, et débarque en un lieu qu'il nomme Port-Royal où sera construite plus tard la ville de Victoria. Il parcourt les autres îles de l'archipel et baptise un certain nombre de lieux  sur Mahé, nom de remplacement de l'île d'Abondance, d'après Bertrand-François Mahé de La Bourdonnais, gouverneur de La Réunion et de Maurice qui est responsable de la mission. Il nomme également l'archipel entier îles de la Bourdonnais, nom qui sera changé en Séchelles en 1756 (puis Seychelles par les Britanniques), en l'honneur du ministre français des Finances, Jean Moreau de Séchelles.

## Honneurs
Aujourd'hui, sur l'île de Mahé, le nom Lazare est attribué à un district et une baie : « baie Lazare », une plage et un hôtel. En 1992, un monument à la gloire de Lazare Picault a été érigé à l'anse Gaulette de la baie Lazare, où il a accosté en 1744,.
Picault a été le premier à faire une exploration approfondie (15 jours lors de son second voyage) des îles principales des Seychelles et est, pour cela, considéré comme le découvreur de l'archipel.

## Autres îles baptisées par Picault

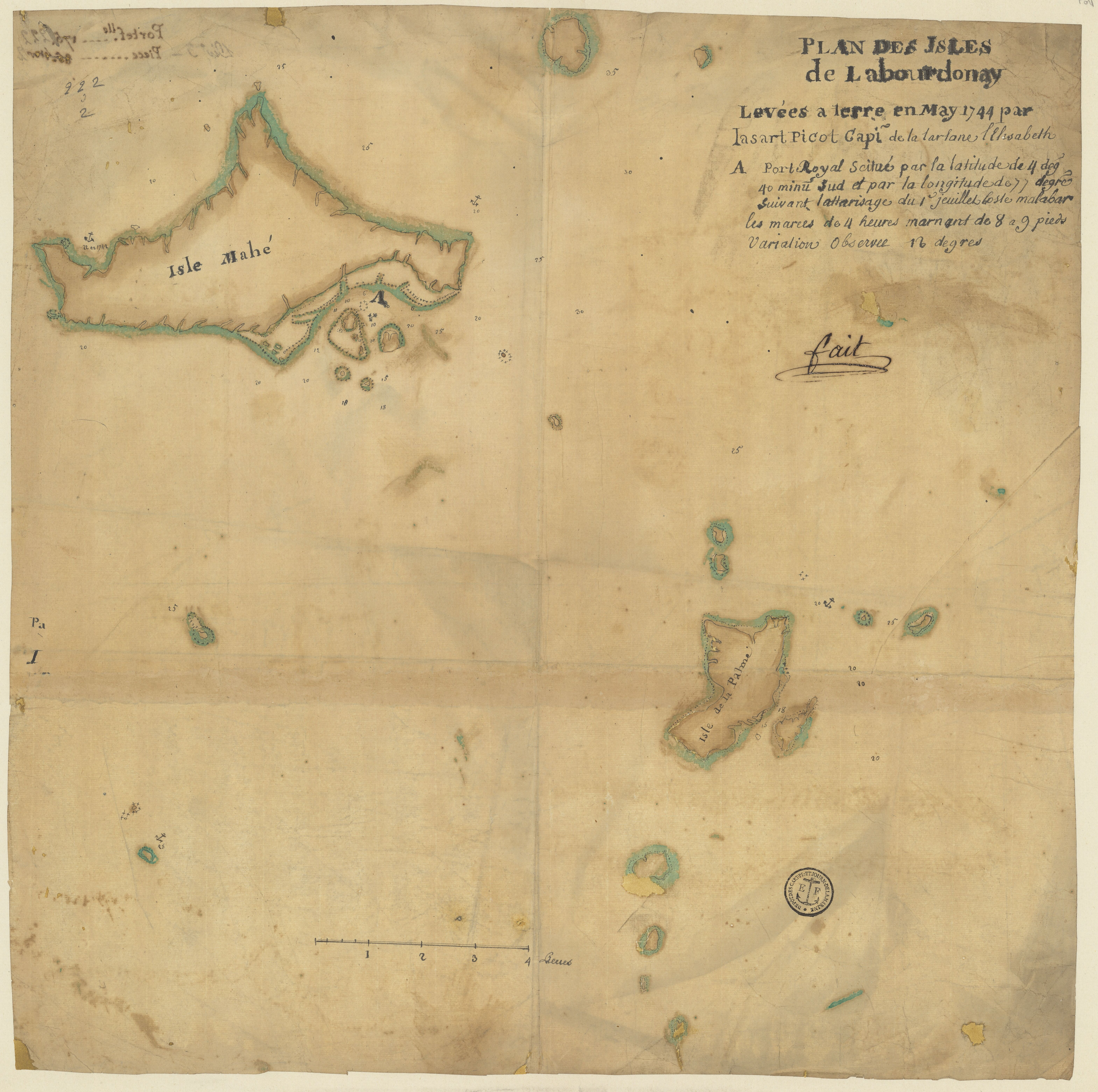
Plan des îles Intérieures dressé par "Lasart Picot" en 1744

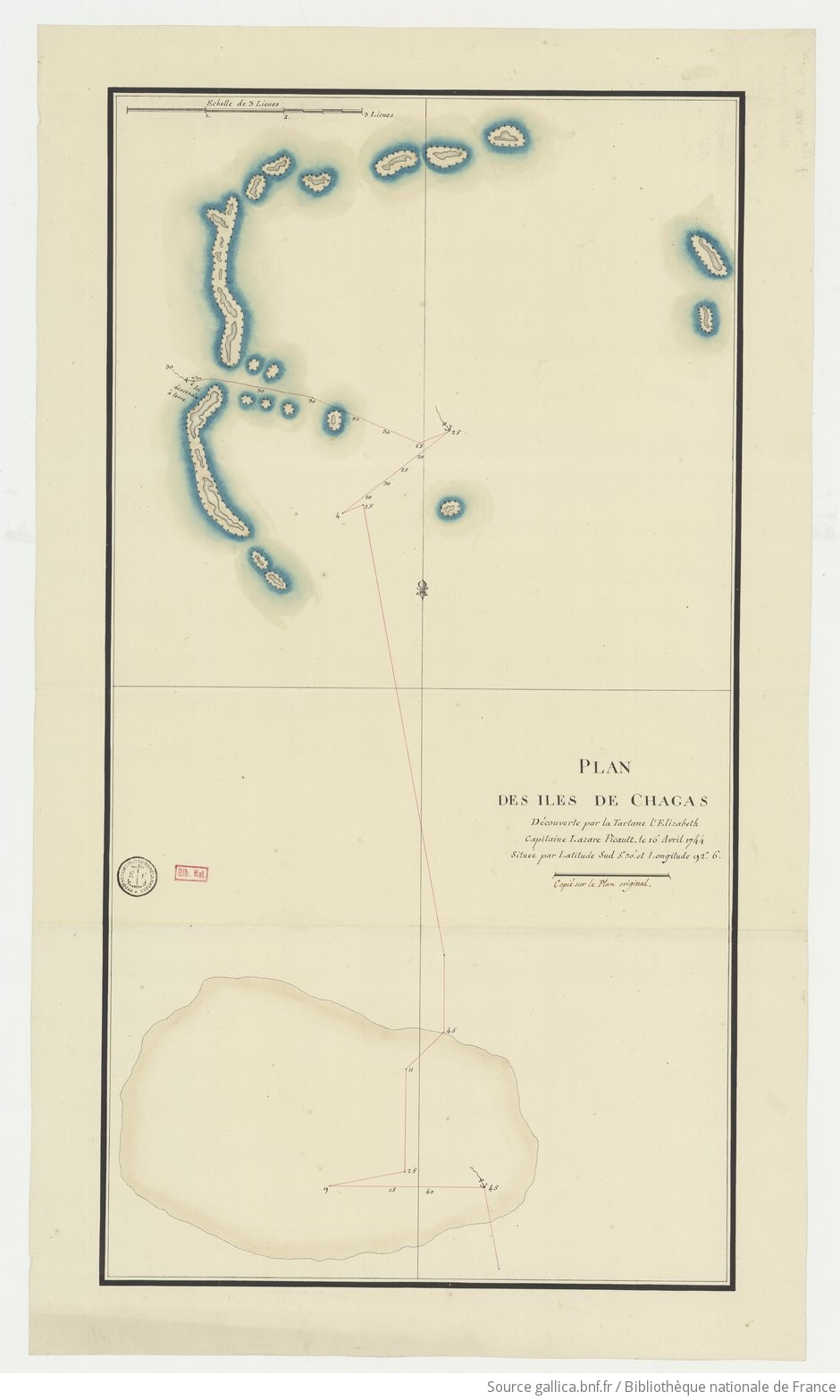
Plan de Peros Banhos (Chagos) dressé en 1744

- Longue (en) :  visitée en 1742. Nommée ainsi en raison de sa forme.

- Ronde : visitée  en 1742. Nommée ainsi en raison de sa forme.

- Moyenne : visitée  en 1742. Nommée ainsi en raison de sa position entre les îles Sainte-Anne, Ronde et Longue.

- de Frégate :  visitée en 1744. Elle doit son nom au nombre de frégates qui y nichaient.

- La Digue : visitée en 1744. Picault la nomme l’île rouge, du fait de la couleur de ses rochers. Rebaptisée en 1768 du nom de la flute La Digue commandée alors par Jean Duchemin (ou Du Chemin) second lors des explorations de Marion-Dufresne.

- Praslin : visitée  en 1744 et  nommée d'abord île de la Palme (nombreux palmiers). Rebaptisée Praslin en 1756 du nom du ministre de la Marine.
- Peros Banos dans l'archipel des Chagos, vu le 16 avril 1744[9], situé à 1800 km à l'est des îles Intérieures ; Picault nomme l'archipel Chagas, en référence à son nom portugais depuis le  XVIe siècle : Cinco Chagas (cinq plaies du Christ), et en prend possession au nom de la France.